# Малтан
Малта́н (эвен. Малтын) — река в Хасынском районе Магаданской области, правый приток реки Бахапчи (бассейн реки Колымы). Длина водотока — 157 км, площадь водосборного бассейна — 4900 км².
Малтан впадает в Бахапчу в точке с географическими координатами 61°26’38.73"с. ш. 150°48’57.35"в. д.
Название в переводе с эвенского Малтын  — «изгиб, извилина».

## Гидрография
Малтан берёт своё начало на юго-восточных склонах Ольского плато, примерно в 140 км от г. Магадан, в районе перевала «Яблоновый» (Федеральная трасса «Колыма»). Исток расположен на высоте более 1000 м, в распадке, между высотами с отметками 1190 м (60°38’21.70"с. ш. 151°33’46.90"в. д.) и 1140 м (60°37’45.51"с. ш. 151°34’27.11"в. д.).
Исток Малтана находится непосредственно на границе водоразделов Тихого и Северо-Ледовитого океанов.
Русло одного из истоков реки Олы, впадающей в Охотское море (водораздел Тихого океана) — ручья Татынгычан, находится на юго-западном склоне горы, а на северо-восточной стороне находится один из истоков Малтана. Таким образом расстояние, разделяющее два ручья и водоразделы двух Великих океанов в этом месте, составляет не более 350 м.
| Название          | Координаты устья                      | Карта            |
| ПО ЛЕВОМУ БЕРЕГУ  | ПО ЛЕВОМУ БЕРЕГУ                      | ПО ЛЕВОМУ БЕРЕГУ |
| ----------------- | ------------------------------------- | ---------------- |
| Хивэгчэн          | 60°38’21.70"с. ш. 151°37’52.96"в. д.  | Р-56-124-1,2     |
| Сетесьми          | 60°41’46.30"с. ш. 151°42’21.37"в. д.  | Р-56-112-3,4     |
| Аттыканн          | 60°43’54.83"с. ш. 151°44’45.57"в. д.  | Р-56-112-3,4     |
| Эликчэн           | 60°46’21.58"с. ш. 151°42’15.75"в. д.  | Р-56-112-3,4     |
| Атка              | 60°46’34.05"с. ш. 151°42’01.14"в. д.  | Р-56-112-3,4     |
| Высокий           | 60°46’34.05"с. ш. 151°42’01.14"в. д.  | Р-56-112-3,4     |
| Узкий             | 60°49’02.05"с. ш. 151°39’15.43"в. д.  | Р-56-112-3,4     |
| Безводный         | 60°51’45.33"с. ш. 151°37’49.37"в. д.  | Р-56-112-1,2     |
| Басандра          | 60°53’04.23"с. ш. 151°35’55.96"в. д.  | Р-56-111-1,2     |
| Бурный            | 60°54’17.03"с. ш. 151°29’57.61"в. д.  | Р-56-112-1,2     |
| Базальтовый       | 60°57’23.05"с. ш. 151°26’39.50"в. д.  | Р-56-111-1,2     |
| Озерный           | 61°02’58.72"с. ш. 151°23’41.85"в. д.  | Р-56-099-3,4     |
| Хета              | 61°06’28.57"с. ш. 151°19’41.32"в. д.  | Р-56-099-3,4     |
| Лесистая          | 61°10’16.50"с. ш. 151°16’50.06"в. д.  | Р-56-099-1,2     |
| Тирех             | 61°11’25.82"с. ш. 151°17’20.83"в. д.  | Р-56-099-1,2     |
| Безводный         | 60°12’25.27"с. ш. 151°16’01.55" в. д. | Р-56-099-1,2     |
| Брошенный         | 61°13’47.30"с. ш. 151°15’12.78"с. ш.  | Р-56-099-1,2     |
| Псевдоасан        | 61°17’09.02"с. ш. 151°12’28.79"с. ш.  | Р-56-099-1,2     |
| Пиритовый         | 61°18’42.23"с. ш. 151°11’45.26"с. ш.  | Р-56-099-1,2     |
| Асан              | 61°23’12.48"с. ш. 151°06’27.34"с. ш.  | Р-56-087-3,4     |
| Анманрандя        | 61°23’13.47"с. ш. 151°06’18.64"с. ш.  | Р-56-087-3,4     |
| Слезка            | 61°24’31.63"с. ш. 151°01’45.21"с. ш.  | Р-56-087-3,4     |
| Кучакачан         | 61°24’45.88"с. ш. 151°01’12.62"с.ш    | Р-56-087-3,4     |
| Смешанный         | 61°24’42.59"с. ш. 150°59’33.85"с. ш.  | Р-56-086-3,4     |
| Кобчик            | 61°26’28.39"с. ш. 150°50’36.64"с. ш.  | Р-56-086-3,4     |
| ПО ПРАВОМУ БЕРЕГУ |                                       |                  |
| Обрывистый        | 61°25’17.24"с. ш. 150°55’45.96"в. д.  | Р-56-086-3,4     |
| Россыпной         | 61°24’53.25"с. ш. 150°57’01.93"в. д.  | Р-56-086-3,4     |
| Таинственный      | 61°24’49.65"с. ш. 150°57’51.51"в. д.  | Р-56-086-3,4     |
| Тайга             | 61°24’28.13"с. ш. 150°59’53.48"в. д.  | Р-56-087-3,4     |
| Спектр            | 61°23’58.92"с. ш. 151°02’35.88"в. д.  | Р-56-087-3,4     |
| Веер              | 61°23’15.83"с. ш. 151°05’25.43"в. д.  | Р-56-087-3,4     |
| Чайкан            | 61°17’22.02"с. ш. 151°12’06.39"в. д.  | Р-56-099-1,2     |
| Восток            | 61°17’12.47"с. ш. 151°12’12.59"в. д.  | Р-56-099-1,2     |
| Бирский           | 61°16’09.09"с. ш. 151°12’44.67"в. д.  | Р-56-099-1,2     |
| Крошка            | 61°13’07.06"с. ш. 151°15’01.88"в. д.  | Р-56-099-1,2     |
| Новорожденный     | 61°11’39.77"с. ш. 151°16’24.85"в. д.  | Р-56-099-1,2     |
| Носэгчэн          | 61°09’44.38"с. ш. 151°16’42.49"в. д.  | Р-56-099-3,4     |
| Хурэндя           | 60°55’09.60"с. ш. 151°28’50.10"в. д.  | Р-56-111-1,2     |
| Дюгадяк           | 60°54’01.03"с. ш. 151°31’14.57"в. д.  | Р-56-112-1,2     |
| Чингычек          | 60°49’35.04"с. ш. 151°38’03.27"в. д.  | Р-56-112-3,4     |
| Сахчан            | 60°46’30.49"с. ш. 151°41’29.06"в. д.  | Р-56-112-3,4     |
| Бол. Хая          | 60°41’58.67"с. ш. 151°42’45.66"в. д.  | Р-56-112-3,4     |

## История
В период 1928—1930 гг. на реке Малтан (между притокам Хета и Хурэндя) участники Первой (1928 г.) и Второй (1930 г.) Колымских экспедиций осуществляли строительство плотов. С помощью плотов геологические отряды сплавлялись по Малтану в реку Бахапчу, а далее по Колыме до Усть-Среднекана. В течение нескольких лет Малтан использовался как часть водного пути для снабжения приисков «Союззолота» и геологических партий в среднем течении реки Колымы.

## Археология
В 1971 году на 8-метровой террасе левого берега реки Малтан журналистом Ю. А. Калгановым и историком Д. И. Райзманом во время их командировки в оленеводческую бригаду в осыпи террасы были собраны халцедоновые отщепы, наконечник стрелы, каменное грузило. По результатам раскопок 1974 г. на площади более 100 м² были выделены верхний неолитический и нижний «типично донсолитические» слои, содержащие каменные изделия. В 1975 году площадь раскопа была увеличена до 176 м², а в 1978 году до 488 м². На правом берегу Малтана было найдено ещё несколько стоянок Малтан II—IV. Стоянки подробно описаны в работах советского и российского учёного-археолога, доктора исторических наук, профессора, члена-корреспондента РАН Н. Н. Дикова.

## Данные водного реестра
По данным государственного водного реестра России река Малтан относится к Анадыро-Колымскому бассейновому округу, речной бассейн — река Колыма; речной подбассейн река Колыма до впадения Омолона; водохозяйственный участок реки — река Колыма от Колымской ГЭС до впадения р. Сеймчан.
Код водного объекта в государственном водном реестре — 19010100212119000009391.